# 信越大橋
信越大橋（しんえつおおはし）は、長野県上水内郡信濃町大字野尻 - 新潟県妙高市大字関川の関川に架かる国道18号妙高野尻バイパスの橋長902 m（メートル）の桁橋。

## 概要
主径間部のPC7径間連続箱桁橋部延長638 mはPC連続桁橋として、桁長が完成当時日本最長であった。
阪神・淡路大震災の教訓から、耐震性向上のため支承は全て水平力分散型ゴム支承を採用している。
主径間部はP7を除き、P3 - P9橋脚がニューマッチク・ケーソン工法が採用されている。そのほかの基礎は、P1及びP2橋脚が場所打ち杭、P7及びP10橋脚が深礎杭、A1及びA2橋台及びP11及びP12橋脚が直接基礎によっている。
主径間部については、片持ち架設工法が採用された。
信越大橋は、景観に配慮して建設され、架橋地点は妙高山の眺望が良く、妙高山周辺の撮影地点として写真家に用いられている。
- 形式 - PC2径間連続箱桁橋+PC7径間連続変断面箱桁橋+PC2径間連続箱桁橋+PC2径間連続中空床版橋
- 橋長 - 902.000 m
  - 支間割 (52.25 m+58.25 m) + (69 m+5×100 m+69 m) + (47.25 m+47.15 m) + (23.5 m+29.4 m)
- 幅員 - 14.500 m
  - 車線数 - 2車線
    - 車道 - 9.500 m
    - 歩道 - 両側2.500 m
- 横断勾配 - 片勾配2.185 - 3.000 %
- 縦断勾配 - 2.7566 - 0.300 %
- 曲率半径 - 300 m
- 竣工 - 1997年（平成9年）[2]

## 歴史

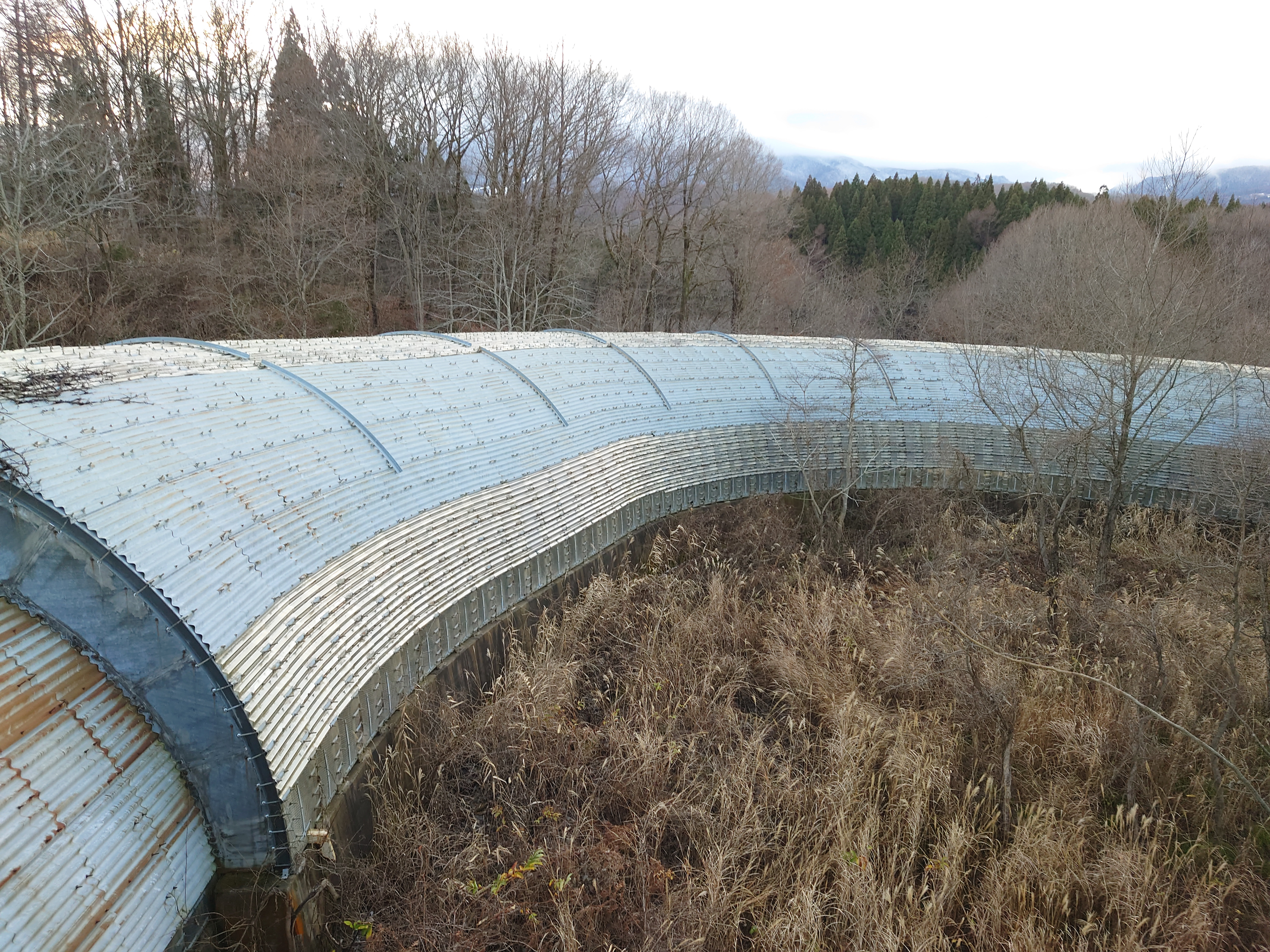
旧国道18号の赤川スノーシェッド

信越大橋が開通する前は、国道18号県境部は降雪や路面凍結などによるトラブルが頻発する難所であった。特に長野県側の赤川スノーシェッドではヘアピンカーブ・急勾配・幅員狭小により交通障害が多く起こっていた。信越大橋の開通により、円滑な交通が豪雪時においても保たれるようになった。
- 1991年（平成3年）10月 - 基礎工着手[1]
- 1997年（平成9年）7月 - 開通[3]。

## 画像

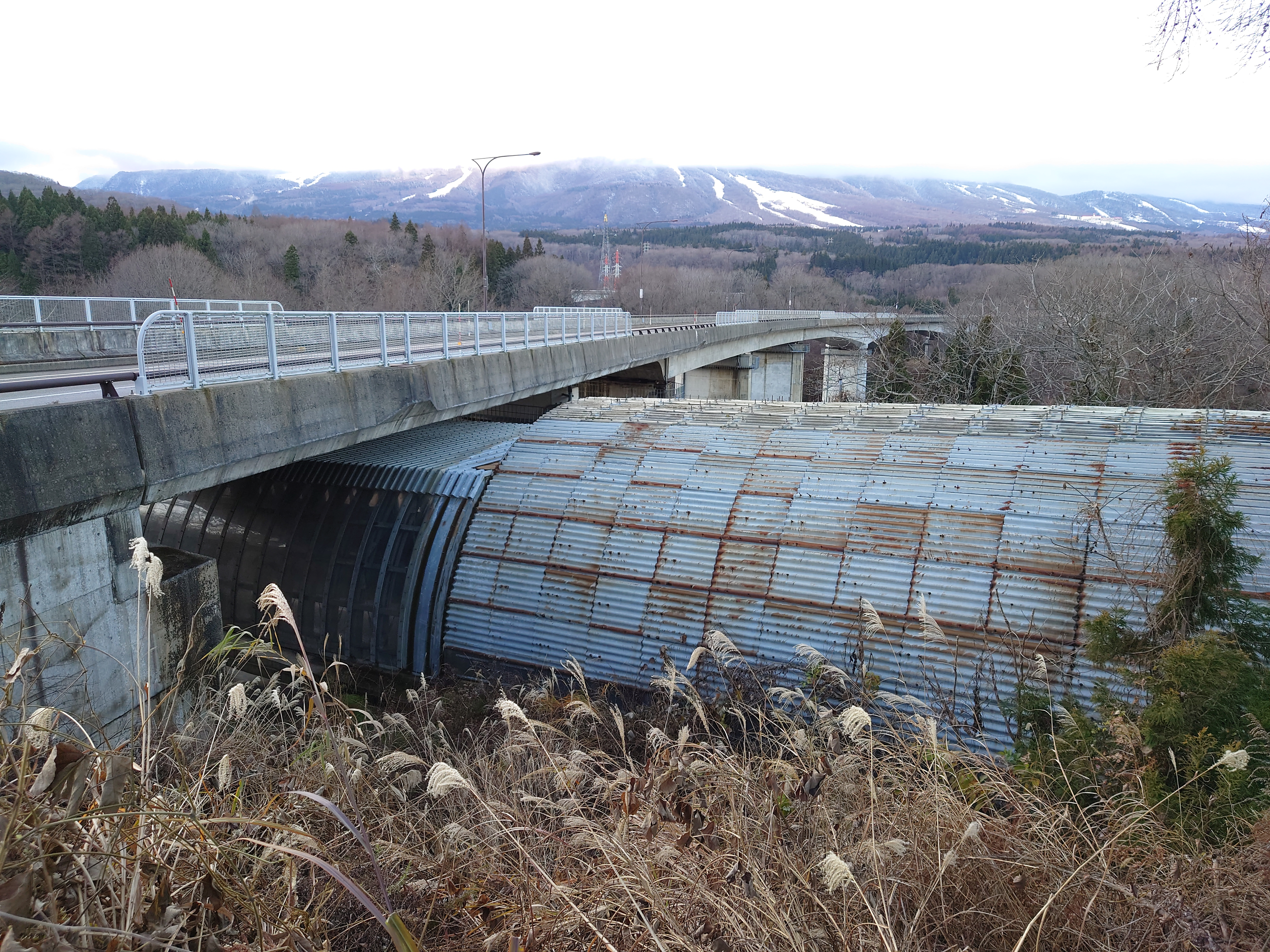
南詰下流側より撮影した信越大橋。手前に旧道の赤川スノーシェッドが映っている。
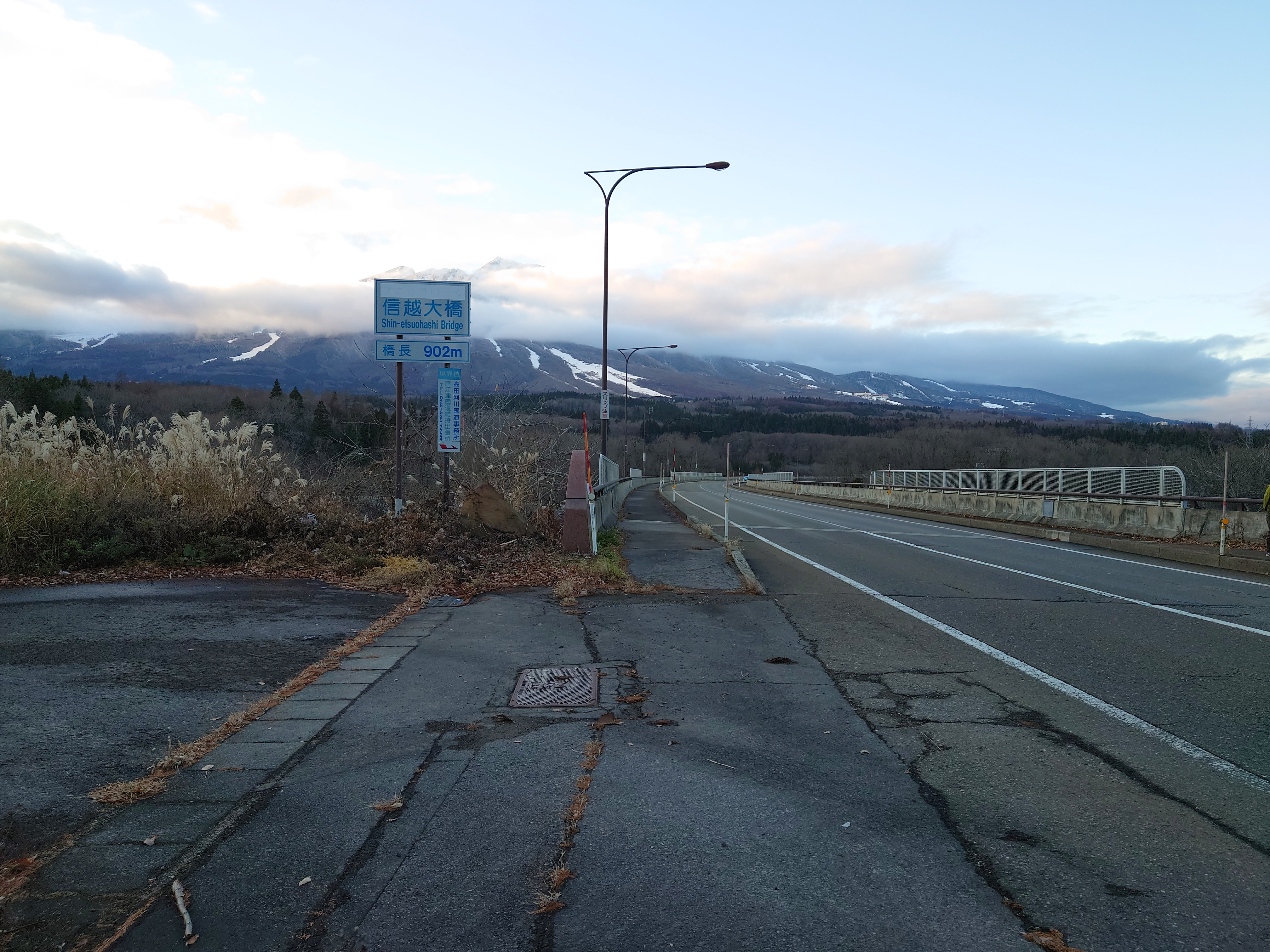
南詰より撮影した信越大橋。
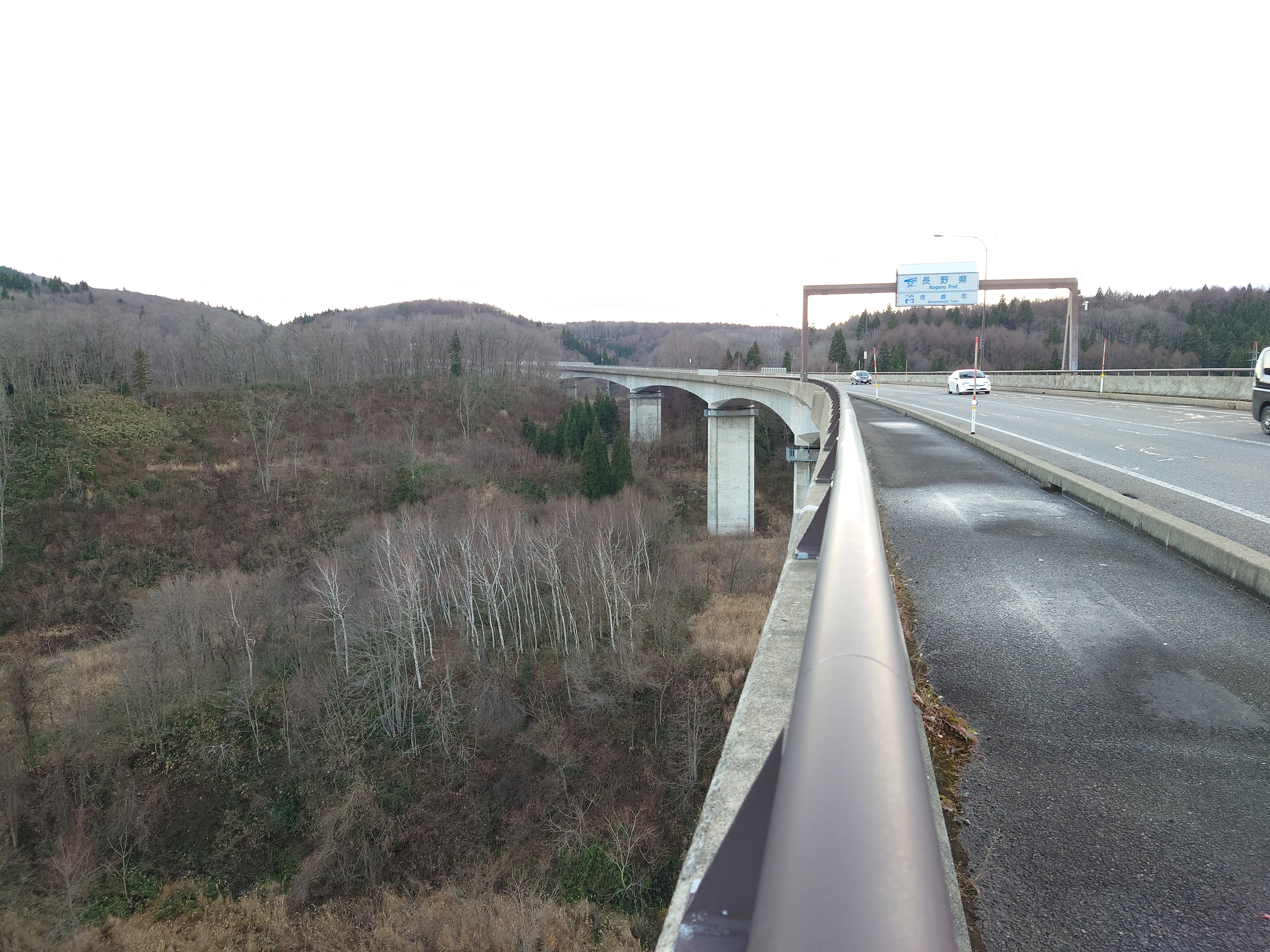
信越大橋は大きくカーブする曲線橋である。